# شتاير تي ام بي
شتاير تي ام بي (بالإنجليزية: Steyr TMP)‏ مسدس رشاش صنع في النمسا، صممه 	فريدريش ايجنر 	1989. أستخدم من قبل النمسا وإيطاليا، في 2001 بيع التصميم إلى شركة (بالإنجليزية: Brügger & Thomet)‏ التي طورت التصميم وأنتجت نسخة محدثة من المسدس باسم (بالإنجليزية: Brügger & Thomet MP9 )‏.

## مستخدمون
- النمسا
- إيطاليا